# Fehér Ferenc (filozófus)
Fehér Ferenc (Budapest, 1933. december 22. – Budapest, 1994. június 17.) magyar filozófus, esztéta, műkritikus, az irodalomtudományok kandidátusa. Heller Ágnes férje volt.

## Élete és munkássága
1967–1970 között Lukács György asszisztense volt. A budapesti iskola köréhez tartozott, a Lukács tanítványok közé. 1968-ban lefordította Bertrand Russell Filozófiai fejlődésem című kötetét. 1972-ben védte meg kandidátusi disszertációját az irodalomtudományokból. Fokozatosan eltávolodott a hivatalos marxista filozófiától. Filozófiai nézeteit 1973-ban az MSZMP Politikai Bizottsága antimarxistának bélyegezte, szakmai működését lehetetlenné tette. 1977-től külföldön élt. Magyarországi tevékenységének legfontosabb eredménye Az antinómiák költője (1972) című Dosztojevszkij-monográfia.
Kutatásai a poétika területére is kiterjedtek, a regényt az időben változó, több értelmű műfajként határozta meg. Művészetkritikai tanulmányokat írt Illyés Gyuláról, Jancsó Miklósról, Déry Tiborról, Jorge Semprúnról, Ajtmatovról, stb. Munkái az emigrációban német, spanyol és francia nyelven jelentek meg, a rendszerváltás után folyamatosan magyar nyelvre is lefordították és megjelentették azokat. Nagy gondolkodó volt, aki eretnek marxista filozófusként vonult emigrációba 1968-ban, s posztmodern filozófusként tért haza a rendszerváltáskor.

## Magyarul megjelent művei (válogatás)
- Bertrand Russell: Filozófiai fejlődésem (ford. Fehér Ferenc). Budapest : Gondolat, 1968
- Az antinómiák költője. Dosztojevszkij és az individuum válsága (monográfia, 1972, 1996)
- Diktatur über die Bedürfnisse (Heller Ágnessel, 1979)
- La forma dell'uguaglianza (1978)
- Marxisme et démocratie (Heller Ágnessel, 1981)
- Dictatorship over Needs (1983, Heller Ágnessel és Márkus Györggyel, magyarul: Diktatúra a szükségletek felett, 1991)
- Hungary 1956 Revisited (Heller Ágnessel], 1983)
- Egy forradalom üzenete. Magyarország 1956 (Heller Ágnessel, 1989)
- Jalta után. Kelet-Európa hosszú forradalma Jalta ellen (Heller Ágnessel, 1990)
- A megfagyott forradalom. Értekezés a jakobinizmusról (fordította: Vajda Júlia, 1992)
- Kelet-Európa "dicsőséges forradalmai". Tanulmányok (Heller Ágnessel, fordította: Berényi Gábor, 1992)
- A modernitás ingája (fordította: Berényi Gábor, 1993)
- Ferenc Fehér–Agnes Hellerː Biopolitics; Avebury, Aldershot, 1994 (Public policy and social welfare)
- Majdnem nem lehet másként. Tanulmányok Vajda Mihály 60. születésnapjára (szerkesztette Kardos Andrással, Radnóti Sándorral, 1995)
- A Budapesti Iskola I. Tanulmányok Lukács Györgyről (Heller Ágnessel, 1996)
- (Fehér Ferenc művei; 1.) Az antinómiák költője : Dosztojevszkij és az individuum válsága. 2. átdolg., jav. kiad. Budapest : Cserépfalvi, 1996
- (Fehér Ferenc művei; 2.) Magatartások : bírálatok a hatvanas évekből. Budapest, 2001. 381 p.
- Fehér Ferenc–Heller Ágnesː Marx és a modernitás; ford. Ábrahám Zoltán et al.; Argumentum–Lukács Archívum, Bp., 2002 (Alternatívák)
- (Fehér Ferenc művei; 3.) Hazatérni : művészetfilozófiai tanulmányok. Budapest : Gond-Cura Alapítvány : Palatinus, 2004. 327 p. /Tartalom: művészetfilozófia, esztétika/.[2]
- (Fehér Ferenc művei; 4.) A bestiárium antropológiája : politikai filozófiai tanulmányok. Budapest : Gond-Cura Alapítvány, 2007. 299 p. /Tartalom: politikai filozófia, rendszerváltás Magyarországon)/.